# Чесноков, Вячеслав Степанович
Вячеслав Степанович Чесноков (11 сентября 1939 г., Ленинград — 27 апреля 2018 г.) — советский и российский учёный, историк науки, биограф; ученый секретарь Комиссии РАН по разработке научного наследия академика В. И. Вернадского. Кандидат экономических наук, старший научный сотрудник Института геохимии и аналитической химии им. В. И. Вернадского РАН; прежде преподавал в МИТХТ. Биограф В. И. Вернадского (1863—1945) и С. А. Подолинского (1850—1891).

## Биография
Мать умерла в 1942 году в блокаду, отец погиб в 1943 году на фронте, при форсировании Днепра. С 1942 по 1954 г. Вячеслав Чесноков воспитывался в детском доме, в последнем же году окончил семь классов Веретейской школы. В том же году вернулся в Ленинград, в 1957 г. окончил 58-ю среднюю школу Ждановского района и поступил на технологический факультет Ленинградского химико-фармацевтического института, в котором в 1963 г. получил специальность инженера-химика и биолога; по распределению попал на завод «Акрихин», где провел три года и прошёл путь от начальника смены до заместителя начальника цеха. В 1966 г. поступил в очную аспирантуру на кафедру экономики и организации производства химической технологии Московского института тонкой химической технологии (МИТХТ) им. М. В. Ломоносова (науч. рук-ль — акад. Н. П. Федоренко). Тогда же познакомился с П. Г. Кузнецовым, оказавшим на него большое влияние (Чесноков даже впоследствии называл его своим научным наставником). В 1969 г. защитил диссертацию на степень кандидата экономических наук. Ассистент, затем доцент МИТХТ. С 1978 по 1982 г. в зарубежной командировке в Алжире — преподавал на кафедре экономики в университете г. Аннаба. После вновь преподавал в МИТХТ. В 1985 г. вице-президент АН СССР А. Л. Яншин пригласил В. С. Чеснокова на должность начальника Отдела наук по Земле Президиума АН СССР, одновременно Чесноков стал ученым секретарем Секции наук о Земле Президиума АН СССР (РАН), членом и (с 1990 г.) заместителем председателя Научного совета АН СССР (РАН) по проблемам биосферы; участвовал в работе Комиссии РАН по разработке научного наследия академика В. И. Вернадского (с 2005 г. и до конца своей жизни являлся её ученым секретарем). С 2005 г. старший научный сотрудник Группы «Научное наследие В. И. Вернадского и его школы» Института геохимии и аналитической химии им. В. И. Вернадского РАН. Докторская диссертация «Проблемы антропологического и исторического синтеза в творчестве С. А. Подолинского (1850—1891)» осталась в рукописи. Также занимался биографией П. Г. Кузнецова. В 2014 г. опубликовал монографию «Кузнецов П.Г. Из научного наследия мыслителя. К 90-летию со дня рождения Побиска Георгиевича Кузнецова (1924-2000)». Состоял членом редакционной коллеги журнала «Исследователь/Researcher».
Автор изобретения (авторское свидетельством Госкомизобретений СССР) и более 180 публикаций, в том числе нескольких монографий. Публиковался в журналах «Природа», «Вестник РАН», «Экология человека», «Использование и охрана природных ресурсов в России», «Биология в школе», Исследователь/Researcher, Век глобализации.
Умер после тяжелой болезни.

## Книги
- Сергей Андреевич Подолинский / В. С. Чесноков; Отв. ред. И. И. Мочалов. — Москва : Наука, 2001. — 162 с.
- Сергей Андреевич Подолинский, 1850-1891. — 2-е, доп. — М., 2006. — 316 с. — ("Научно-биографическая литература" Российской академии наук). — ISBN 5-02-034082-0.
- Этюды по истории научной мысли / Под ред. А.С. Обухова. – М.: Национальный книжный центр, 2015. – 472 с.
- Из истории научной мысли / В. С. Чесноков. — Москва : Русскiй Мiръ, 2018. — 448 с.
- «Вклад В. И. Вернадского в развитие мировой цивилизации (к 150-летию со дня рождения)»

Другие работы
- Страницы биографии. Побиск Георгиевич Кузнецов. 1924—2000 // Культура. Народ. Экосфера: сборник трудов социокультурного семинара им. В. В. Бугровского. Вып. 4. М., 2000. С. 189—216.